# Крамб (фильм)
«Крамб» (англ. Crumb) — документальный фильм режиссёра Терри Цвигоффа. В российском прокате данный фильм встречается с названием «Крошка» — русским переводом фамилии Роберта Крамба.

## Сюжет
Документальный Фильм «Крамб» рассказывает об американском художнике-иллюстраторе Роберте Крамбе, ярчайшем представителе движения, названного комиксным андеграундом, противопоставлявшем себя мейнстриму. Произведения Роберта Крамба нарушали все существовавшие на тот момент запреты коммерческих изданий, его комиксы собрали в себе странности человеческой психики, навязчивые сексуальные идеи, в них присутствует ненормативная лексика.
Открывающий титр — «Дэвид Линч представляет», хотя формально Дэвид Линч фильм не продюсировал и в съёмках участия не принимал, но для целей продвижения разрешил использовать своё имя.

## В ролях
| Актёр                           | Роль                      |
| ------------------------------- | ------------------------- |
| Роберт Крамб                    | в роли себя               |
| Элайн Комински                  | в роли себя (Элайн Крамб) |
| Дана Морган (англ. Dana Morgan) | в роли себя (Дана Крамб)  |

### Награды
1995 год — кинофестиваль «Санденс»
- Гран-при в категории «Документальный фильм»